# Aeroportul Bogande
Aeroportul Bogande (IATA: XBG, ICAO: DFEB) este un aeroport din Burkina Faso ce deservește zona Bogandé.
Situat la o altitudine de 301 m, aeroportul dispune de o singură pistă.